# واباش كانونبول

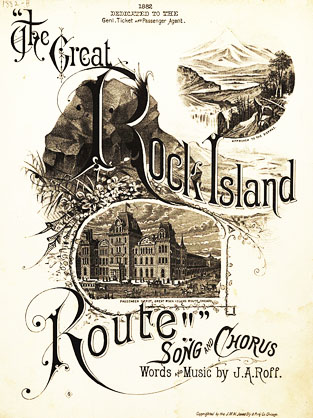
غلاف لنوتة الأغنية، من عام 1882

واباش كانونبول (بالإنجليزية: Wabash Cannonball)‏، والمعروف أيضًا باسم طريق جزيرة غريت روك"The Great Rock Island Route"، هي أغنية شعبية أمريكية تصف جمال المناظر الطبيعية على متن قطار يدعى واباش كانونبول أثناء رحلته على سكة حديد غريت روك آيلاند. احتفظت الأغنية بشعبيتها وكانت مضغلة بين الفنانين من مختلف الأصناف. لم يتغير لحن الأغنية، ولكن الكلمات تغيرت بين مختلف المغنين.
تم نشر النوتة في بدايات العام 1882، بعنوان "The Great Rock Island Route"، ونُسبت إلى جي أيه روف. ظهرت نسخة ذات كلمات معدلة من تأليف ويليام كينت في عام 1904 تحت عنوان "Wabash Cannon Ball".
من أولى التسجيلات الفعلية للأغنية هو تسجيل عائلة كارتر في عام 1929 (ولكن لم يُصدر حتى عام 1932). أشهر نسخة من الأغنية سجلها روي أكوف في عام 1936، حيث حققت نجاحا كبيرا وبيع منها 10 ملايين نسخة مادية في العالم.
الأغنية موجودة على قائمة 500 أغنية شكلت موسيقى الروك أند رول، حسب تصنيف الصالة الفخرية للروك آند رول، وهي أقدم أغنية في القائمة.

## الأصول
هناك العديد من نظريات أصل الأغنية. يقول المؤرخ الشعبي يوتا فيليبس أن الهوبو (أو العمال المرتحلين) يتخيلون قطارا أسطوريا يسمى «واباش كانونبول» والذي يظهر عند وفاة المرء ليحمل روحه إلى مثواه الأخير، ثم تم وضع أغنية عليها. تقول نظرية أخرى  أن الأغنية تستند إلى حكاية شعبية، حيث قام كال بونيان، شقيق بول بونيان، ببناء سكة حديد يصل أمريكا بالعالم، وكان يجر 700 عربة، ويسير بسرعة لدرجة أنه يصل إلى وجهته قبل ساعة من مغادرته. وفي إحدى المرات، انطلق القطار سريعًا لدرجة أنه طار إلى الفضاء الخارجي، ولا يزال يسبح عبر الفضاء. أطلق الناس عليه اسم «واباش كانونبول» وقالوا إن كل محطة في أمريكا تسمع صافرته.

## القطارات التي تحمل نفس الاسم
أرادت شركة واباش للسكك الاستفادة من شعبية الأغنية، فأعادت تسمية مسارها النهاري بين ديترويت وسانت لويس باسم «واباش كانون بول» في عام 1949، وهو القطار الحقيقي الوحيد الذي يحمل الاسم، وحمله حتى إنشاء شركة أمتراك في عام 1971، حيث تم إيقافه.
سميت عليه أفعوانية في منتزه أوبريلاند، وتم تشغيله من عام 1975 إلى عام 1997. بعد إغلاق أوبريلاند في عام 1998، تم نقل الأفعوانية إلى منتزه فان إن واتر في مدينة ثورنتاون في إنديانا. تم نقلها إلى التخزين في عام 2003. مواصفات الأفعوانية: الطول 1200 قدم (370 م)، الارتفاع 70 قدم (21 م)، السرعة 50 ميل في الساعة (80 كم في الساعة)، مع التفافات على شكل لولب.

## الاستخدام في الأحداث الرياضية
نعنبر الأغنية ثابتة في ألحان فرقة جامعة ولاية إنديانا وفرقة جامعة بيردو، حيث يقع حرم الجامعتين إيسو وبوردو قرب نهر واباش، كما تستخدمها الفرق الموسيقية لجامعات أخرى.
تستخدم الأغنية كنشيد غير رسمي لجامعة ولاية كنساس منذ أواخر الستينيات. كانت القطعة الموسيقية الوحيدة التي تم إنقاذها من قسم الموسيقى بالجامعة في الحريق الذي شب في عام 1968،  وازدادت شعبيتها بين الطلاب والمعجبين، ويعتبرونها رمزا للبقاء في قلوب وعقول جميع مشجعي الجامعة الحقيقيين، وكسبت مكانا لها في تاريخ الجامعة وتقاليدها.
تقوم فرقة جامعة تكساس بعزف الأغنية في بداية كل ربع سنوي خلال موسم كرة القدم. كما تعزف فرقة جامعة ستيفن أوستن ستيت اللحن مع بداية كل لعبة كرة قدم، كما تعزف مقتطفات منها خلال الأحداث الرياضية المختلفة.

## نسخ وودي غاثري
غنى المغني الشعبي وودي غاثري عدة أغاني استخدم فيها لحن الأغنية. منها أغنية سد كولي الكبير "Grand Coulee Dam"، وهي إحدى عدة أغاني ألفها عن أكبر سد خرساني وقتها. كما ألف أغنية أخرى بعنوان Farmer-Labor Train، وغناها أول مرة على إذاعة إن بي سي في 29 أغسطس 1942.
قدم غاثري أغنية أخرى بنفس اللحن بعنوان The Wallace-Taylor Train، وغناها في مؤتمر الحزب التقدمي في انتخابات الرئاسة الأمريكية عام 1948، والذي رشح نائب الرئيس هنري أغارد والاس كمرشح. </ref>

## وصلات خارجية
- Utah Phillips' "Wabash Cannonball" page